# Castroverde
Castroverde es un municipio y villa española de la provincia de Lugo, comunidad autónoma de Galicia. Pertenece a la comarca de Lugo. Cuenta con una población de 2497 habitantes (INE 2024).

## Geografía
El territorio constituye una zona de transición entre la meseta luguesa y las Sierras Orientales, de manera que el terreno va ganando altura hacia el este con las sierras de Moneiro, O Mirador (con una altura de 1034 m en Pradairo), Puñago y A Baqueriza (con una altura de 836 m).
Son numerosos los riachuelos que bajan de estos montes, vertiéndose en los ríos Guimarás, Azúmara, Romeán, Outeiro y Tórdea, todos ellos afluentes del Miño.
El clima es oceánico con matices continentales, con una oscilación térmica de hasta 13 °C entre temperaturas invernales relativamente bajas (5,6 °C de media en enero) y más suaves en verano (17,7 °C de media). A lo largo del invierno suelen producirse fuertes heladas en la localidad. El nivel de precipitación se sitúa alrededor de los 1000 mm anuales.

## Fauna y flora
Entre la fauna que podemos encontrar destacan mamíferos como el lobo (Canis lupus), el jabalí (Sus scrofa), el zorro (Vulpes vulpes), el conejo de monte (Oryctolagus cuniculos), la liebre (Lepus capensis) y los corzos. Las aves más representativas son la perdiz, la codorniz y el mirlo. La superficie forestal de la comarca tiene una gran variedad de árboles del bosque autóctono gallego (robles, avellanos, nogales, castaños...)

## Geografía humana

### Organización territorial
El municipio está formado por ciento treinta y seis entidades de población distribuidas en veinticinco parroquias:
- Agustín (Santa María)
- Arcos (San Paio)
- Barredo (San Andrés)[3][4]
- Barreiros (San Cosme)
- Bolaño (Santa Baia)
- Camino[3]
- Cellán de Calvos (San Salvador)
- Cellán de Mosteiro (San Pedro)
- Cubelás[3]
- Espasande (Santiago)
- Frairia[3]
- Furís (Santo Estevo)
- Goy[3]
- Masoucos (Santiago)
- Meda[3]
- Miranda (Santiago)
- Mirandela (San Andrés)[4]
- Monte (Santa María)
- Montecubeiro (San Cibrao)
- Moreira (Santa María)
- Paderne (Santo Estevo)
- Páramo (San Miguel)
- Pena (Santa María Madalena)
- Pereiramá (San Xulián)
- Pumarega[3]
- Rebordaos (San Xurxo)
- Recesende (San Cibrao)
- Riomol (San Pedro)
- San Juan de Barredo (San Juan)[3]
- Serés (San Pedro)
- Sotomerille[3]
- Souto de Torres (Santo Tomás)[4]
- Tórdea (San Tomé)
- Uriz (Santa María)
- Vilalle (San Pedro)
- Villabad[3]
- Villarino[3]

### Demografía
Cuenta con una población de 2497 habitantes (INE 2024).
| Gráfica de evolución demográfica de Castroverde entre 1842 y 2021                                                     |
| |
| Población de derecho según los censos de población del INE. Población de hecho según los censos de población del INE. |

#### Villa
Datos demográficos de la villa de Castroverde, situada en la parroquia de Villarino:
| Gráfica de evolución demográfica de Castroverde (villa) entre 2000 y 2019 |
|                                                                           |
| Datos según el nomenclátor publicado por el INE.                          |

## Fiestas y Ferias
- Feria, domingos alternos con la feria de Meira, es decir cuando no hay feria en Castroverde, se dice que es Domingo de Meira.
- Feria de la Artesanía (17 de agosto en 2014).
- I Feria Medieval, que se celebrerá los días 7, 8 y 9 de junio en el barrio de A Fortaleza (2013), justo una semana antes del ya consolidado Arde Lucus.
- Fiesta de los abuelos (27 de abril en 2014).
- Santiago, el 25 de julio; Normalmente tiene una duración de tres días, (en 2014, 24, 25 y 26 de julio), se hacen numerosas actividades, como la feria del Caballo, juegos para los niños en las piscinas municipales.
- Fiesta de la Juventud (27 de diciembre en 2014)

## Monumentos

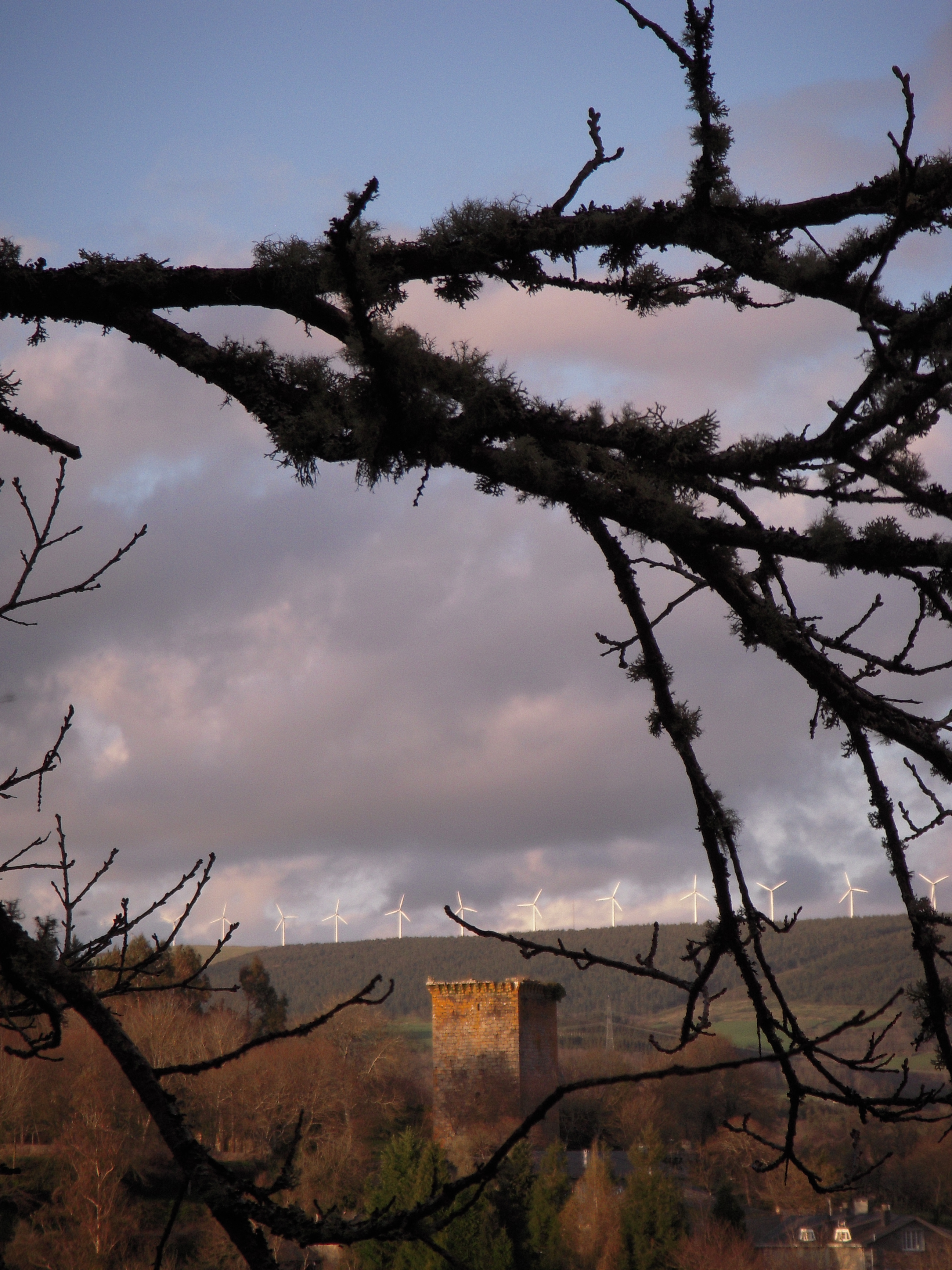
Torre del Homenaje

- Torre del Homenaje o Fortaleza del siglo XIV, conocido como el Castillo de Castroverde. El Castillo de Castroverde es un castillo situado en el ayuntamiento de Castroverde. La antigua fortaleza del siglo XIV, perteneció a D. Álvaro Pérez Osorio duque de Aguiar y conde de Villalobos por donación de Enrique II. Un siglo más tarde Sancho Sánchez de Ulloa, conde de Monterrei, se apoderó del castillo que su muerte hereda doña Isabel de Castro, prima de D. Sancho. Ya en el siglo XVI, D. Lope Osorio de Moscoso de la casa de Altamira compró el castillo, la villa y las tierras. Actualmente es propiedad personal.

- Pazos como el de Vilabade. En la Alta Edad Media existía un Monasterio Franciscano en Villabad y, dada su situación en el Primer Camino de Santiago denominado Camino Astur-Galaico o Camiño Vello, fue un lugar de peregrinación de gran significado histórico. Del citado monasterio subsistía en el siglo XIV su iglesia cuya Encomienda se le concede en 1328 a D. Pedro Fernández de Castro.

- Iglesia de Sta. María de Vilabade, también conocida como la Catedral de Castroverde, La iglesia, de estilo gótico, fue mandada construir por Fernando de Castro, de la casa de los Condes de Lemos, en el año 1457. Adherida al templo por su parte sur se edificaría también un monasterio franciscano del que no se conserva ningún resto. Precede el frontis de la iglesia un pórtico renacentista de cincoarcos y frontón triangular, mandado edificar por Diego Osorio Escobar y Llamas, Arzobispo de Puebla de México, Vicerrey y Capitán General de aquel país. En su interior conserva un interesante conjunto escultórico barroco, del siglo XVII, con piezas muy importantes: Una talla de Santa María, sedente y giratoria, San José, San Juan Bautista y Santiago Matamoros. En los retablos barrocos laterales: La Dolorosa, San Juan Bautista, la Inmaculada, Santa Bárbara, Santa Catalina de Alejandría y Santa Lucía. En la sacrsitía, un Cristo gótico popular, del siglo XVI, de descendimiento articulado. Es una de las iglesias más hermosas en su género en Galicia. Está en el Camino Primitivo a Santiago de Compostela. Fue declarada Monumento Histórico - Artístico Nacional en el año 1979. Al lado de la iglesia está el pazo, que a mediados del siglo XVII fue mandado construir por Diego Osorio Escobar y Llamas para su retiro y descanso.

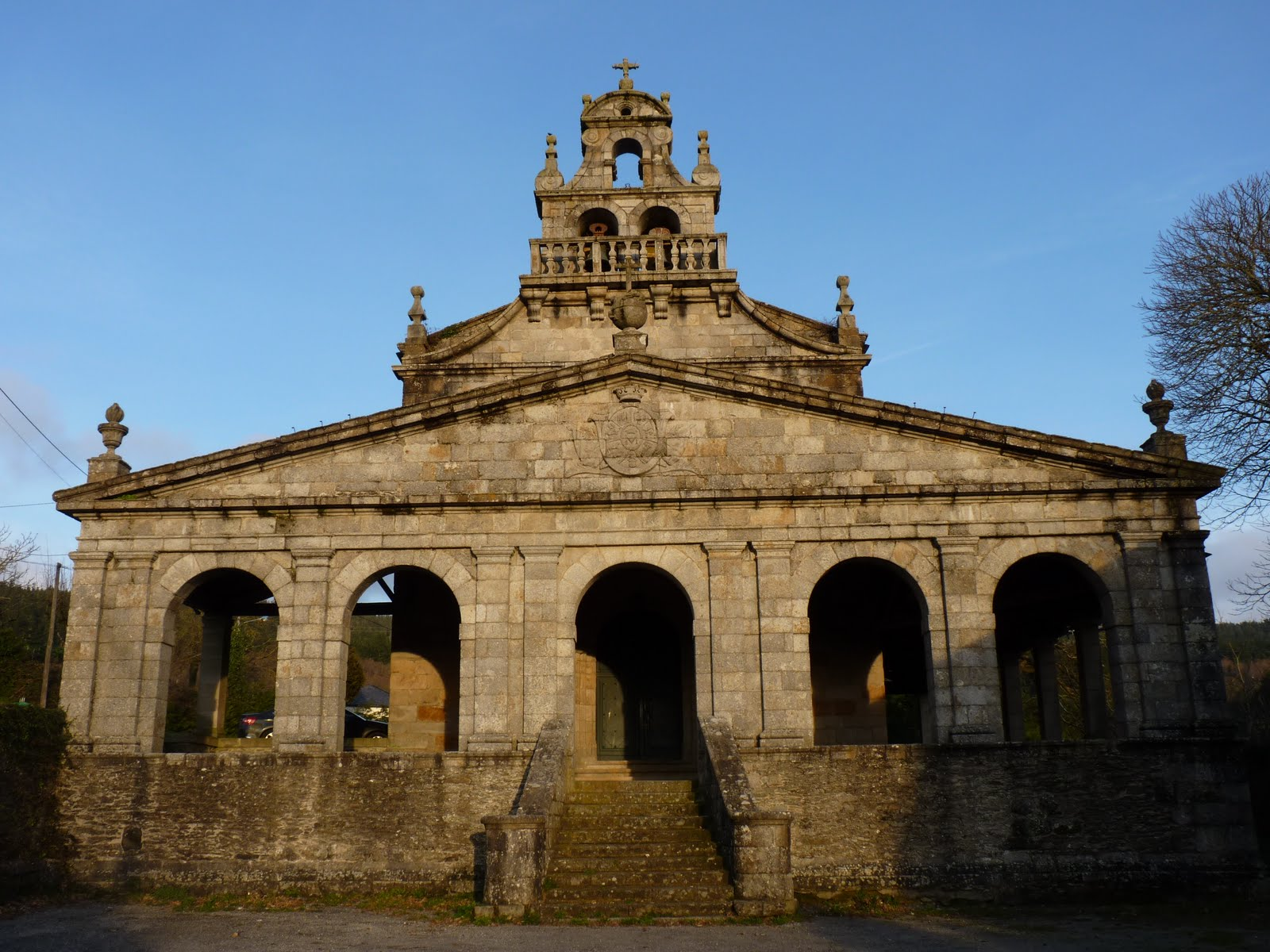
Iglesia de Santa María

- A un kilómetro de Villabad, en la falda de la sierra de Pradoiro-A Baqueriza, se encuentra la ermita de Nuestra Señora del Carmen. En esta ermita tiene su sede la Cofradía del Carmen, fundada en 1707 por Juan Montenegro Páramo y Neira y su esposa doña Isabel Osorio y Ulloa. La cofradía tiene actualmente 1712 cofrades.

- Pazo de Pena, en cual actualmente se encuentra a la venta, debido a su deteriori y a la espera de que alguien lo restaure.

- Pazo de Cellán de Mosteiro.

- Cova da Valiña, es el único yacimiento en el que está representado el inicio del Paleolítico Superior en Galicia es la Cueva de A Valiña, en Castroverde (Lugo). Descubrimiento casualmente durante trabajos de extracción de una piedra caliza para la obtención de cal, fue dada a conocer por Vázquez Seijas en 1965, junto con las piedras y huesos (entre los que figuraba una punta de azagaia, que documenta la actividad de caza con este instrumento típico del Paleolítico Superior) recogidos en el momento de su descubrimiento.

## Asociaciones Culturales

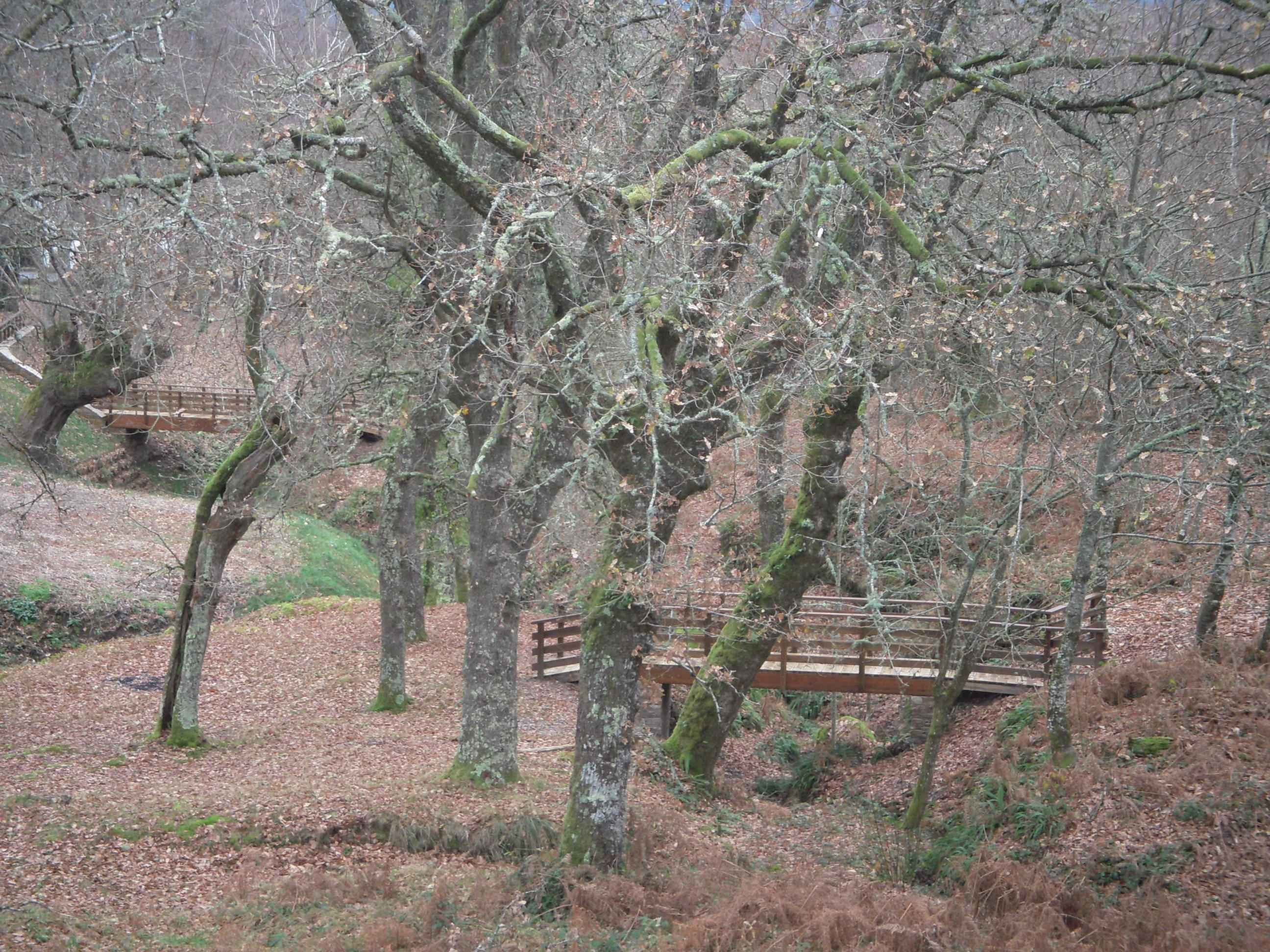
Paseo Veiga del Olmo

- Amigos do Patrimonio de Castroverde, foro y revista digital de divulgación y defensa del Patrimonio cultural, de naturaleza, artístico, monumental, y de las tradiciones populares de Castroverde (Lugo). Actualmente realiza numerosas actividades con el fin de mejorar el patrimonio de Castroverde.

- Asociación Cultural Espalladoira.

- Zucurrundullo, Asociación Cultural y Musical, nació como Banda de Gaitas en 1990, a partir de un grupo folk ya existente desde 1989 y después de ser creada para el fomento de la música autóctona y de dicho grupo la Asociación Cultural Musical del mismo nombre. A lo largo de 19 años de trayectoria musical, "Zuncurrundullo" ha conseguido diversos premios, procedentes en su mayoría de la Liga Gallega de Bandas de Gaitas.

## Actividades

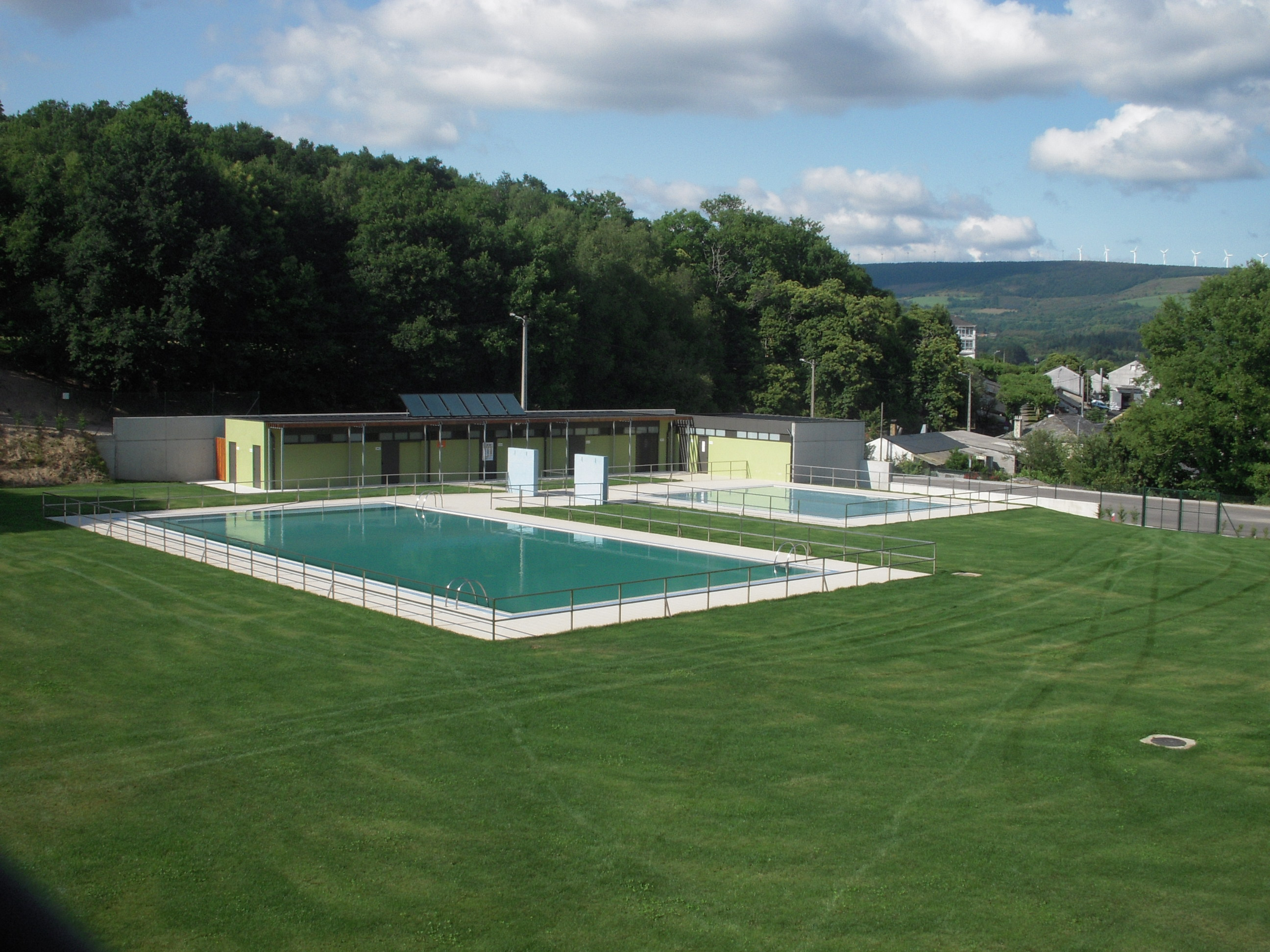
Piscinas municipales

- Senderismo, en la que podemos hacer el Camino de Santiago Primitivo, donde al año pasan sobre 5000 peregrinos por Castroverde.

- Ganadería, es algo muy común encontrar gallinas, conejos, vacas o cabras en las casas de este municipio. Ya que el sector primario tiene una suma importancia.

- También lo son la caza y la pesca en menor medida.

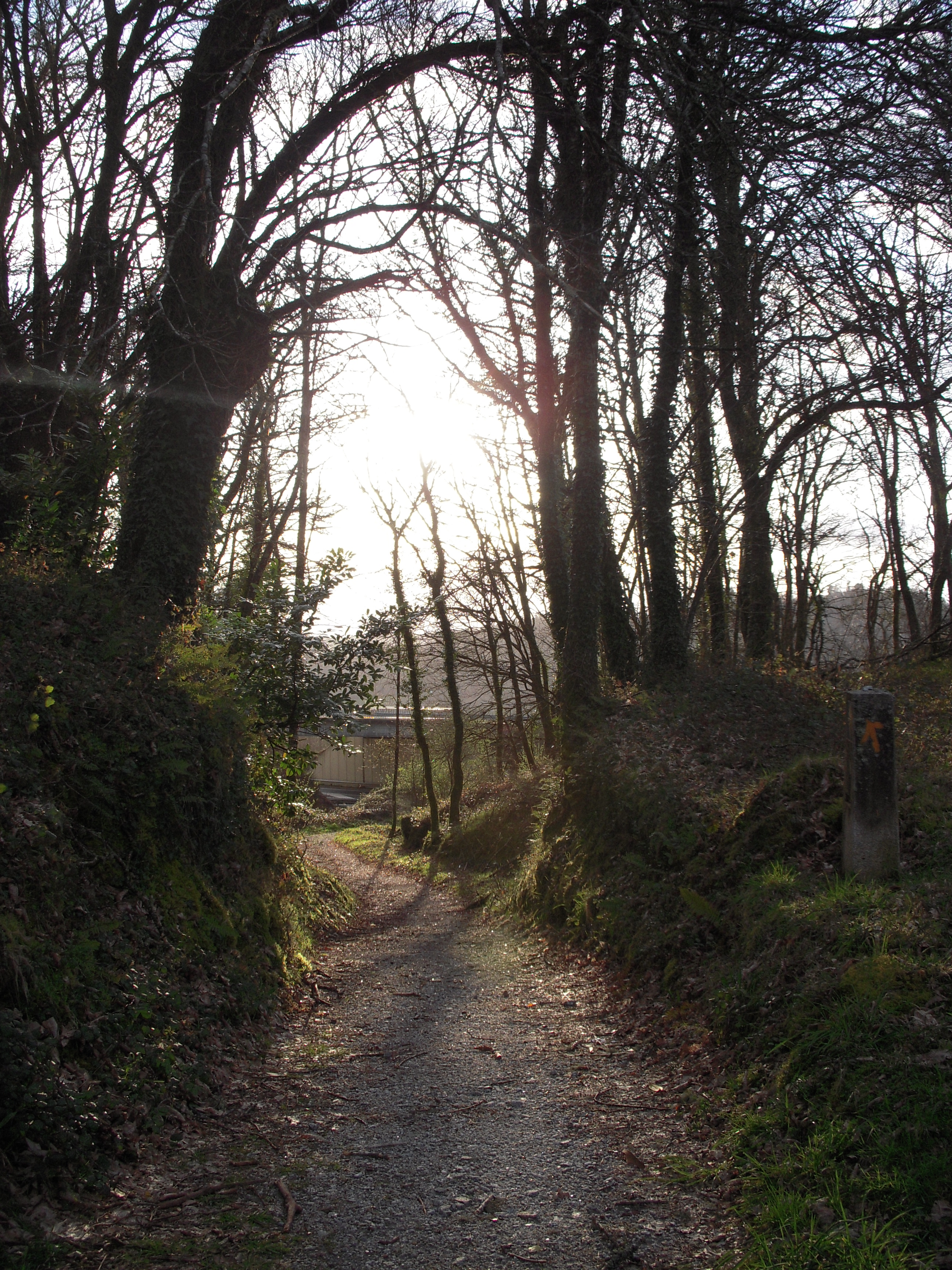
Camino Primitivo.

- Montar a caballo es otra de las grandes aficiones del municipio, dónde existe Cabaleiros de Castroverde, Asociación que trata de crear ferias u otras actividades relacionadas con los caballos.

- Área Recreativa de A Veiga do Olmo, fundada en 1993, ofrece un lugar tranquilo e idóneo para disfrutar de la naturaleza, dónde podemos encontrar números robles, además allí tenemos las piscinas municipales fundadas en julio de 2010, las cuales ofrecen diversión y pasatiempo para los más pequeños durante el verano.

- Recientemente se ha terminado la construcción del polígono industrial con un presupuesto de 2,7 millones de €. El cual a día de hoy se está construyendo una nave de una empresa veterinaria.

- Se espera terminar el centro de día para que este disponible en verano de 2014.

## Gobierno municipal
Resultados de las Elecciones de 2011:
- Censo: 2678
- Votantes: 2206 (82,44 %)
- Abstenciones: 470 (17,56 %)
- Votos en blanco: 31 (1,41%)
- Votos Nulos: 34 (1,54%)
- BNG: 182 votos (8,38%)---> 1 Concejal
- PPdeG: 766 votos (35,27%)---> 4 Concejales
- PSdeG-PSOE: 1193 votos (54,93%)---> 6 Concejales
- Alcalde: Xosé María Arias Fernández (PSdeG-PSOE).

Resultados de las Elecciones de 2015:
- Censo: 2542
- Votantes: 1926 (75,77%)
- Abstenciones: 616 (24,23%)
- Votos en Blanco: 30 (1,58%)
- Votos Nulos: 29 (1,51%)
- BNG: 225 votos (11,86%)---> 1 Concejal
- PPdeG: 358 votos (18,87%)---> 2 Concejales
- PSdeG-PSOE: 1284 votos (67,69%)---> 8 Concejales
- Alcalde: Xosé María Arias Fernández (PSdeG-PSOE).

## Deportes en el Municipio
- S.D. Castroverde, la historia del club se remonta al año 1985 cuando Avelino-José Pillado Paradela contacta con el abogado Manuel Granareo para la constitución de los estatutos que regirán el Club. En aquellos años, tanto Pol como Baleira tenían su equipo, y esa rivalidad hace que también comparecen junto con Avelino, Manuel Fernández, Antonio Arrojo, Juan Carlos Carreira, Jesús Javier Valiño, Ovidio Figueiras, Abelardo Carballedo, Constantino Fernández y Manuel Fernández. Todos ellos históricos fundadores de la Sociedad Deportiva Castroverde. Pero no fue hasta el 26 de junio de 1987 cuando accede la Federación Gallega de Fútbol. El Castroverde comenzó su andadura por la segunda Regional (de aquella no existía la actual 3.ª Regional). Esa primera temporada (el primer partido de liga fue contra el Monterroso) llena de ilusión fue un éxito, ya que el equipo consigue en su debut el ascenso a la complicada 1.ª Autonómica. En los años poteriores alternó los fracasos con los éxitos, siendo lo más importante el ascenso a siempre difícil regional preferente, y llegando incluso a ser filial en ese campaña del Club Deportivo Lugo. Hoy en día la S.D. Castroverde limita en la nueva segunda Autonómica, con el objetivo de mantener la categoría.

- Castroverde F.S., fundado no hace muchos años, cuenta con un equipo sénior y otro juvenil, y este año (2014/2015) limita en la Liga Autonómica Norte, con el objetivo de conseguir la permanencia (Estuvo en esta Liga la Temporada 2011/2012). El Castroverde F.S. es el organizador del Maratón de Fútbol-Sala de Castroverde, que se lleva a cabo tódolos años en junio (6, 7 y 8 en 2014, IX Edición). También es organizado otro Maratón por la Fiesta de la Juventud (26-27 de diciembre en 2014), en cuyo Campeonato solamente participan los equipos de Castroverde.

## Camino Primitivo
A lo largo de los años la afluencia de peregrinos a su paso por Castroverde ha ido creciendo, como muestran los siguientes datos:
- Año 2004 - 4876 peregrinos (2,71%) de un total de 179 944 (Año Santo Jacobeo).
- Año 2005 - 1028 peregrinos (1,09%) de un total de 93 924.
- Año 2006 - 1588 peregrinos (1,58%) de un total de 100 377.
- Año 2007 - 2569 peregrinos (2,25%) de un total de 114 026.
- Año 2008 - 2719 peregrinos (2,17%) de un total de 125 141.
- Año 2009 - 3388 peregrinos (2,32%) de un total de 145 877.
- Año 2010 - 7661 peregrinos (2,82%) de un total de 272 135 (Año Santo Jacobeo).
- Año 2011 - 5544 peregrinos (3,02%) de un total de 183 366.
- Año 2012 - 6349 peregrinos (3,30%) de un total de 192 488.
- Año 2013 - 6854 peregrinos (3,18%) de un total de 215 880.
- Año 2014 - 8275 peregrinos (3,47%) de un total de 237 886.
- Año 2015 - 11 428 peregrinos (4,35%) de un total de 262 515.